# Sclerotium costantinii
Sclerotium costantinii är en svampart som beskrevs av É.E. Foëx & Rosella 1937. Sclerotium costantinii ingår i släktet Sclerotium och riket svampar.   Inga underarter finns listade i Catalogue of Life.